# Principat de Salern
El Principat de Salern fou un principat llombard del sud de la península Itàlica nascut l'any 851.

## Història
L'any 839 mor el príncep de Benevent Sicard. El cap de l'exèrcit Radelquis (Radelchis) es va emparar del poder i es va proclamar al seu lloc. El germà i hereu de Sicard, Siconulf, fou empresonat a Taranto, però fou rescatat per vaixells d'Amalfi i portat a Salern on fou proclamat príncep. Immediatament s'inicià una guerra civil que durà deu anys. Amb la intervenció de l'emperador d'Occident Lluís II el Jove (847) es decidí la partició del principat en dos amb seus a Benevent i Salern respectivament. El 849 el rei d'Itàlia va oficialitzar la divisió.
L'acabat de néixer principat de Salern tenia com a principals ciutats Salern, [Taranto], Cassano, Cosenza, Paestum, Conza, Sarno, Cimitile (Nola), Càpua, Teano i Sora. La seva situació al costat del mar Tirrè i els seus nombrosos ports convertiren el principat en un poderós territori marítim. Els primers anys del principat foren convulsos fins a l'arribada al poder de Guaifer que en un regnat de 19 anys estabilitzà el país. En poc temps el principat de Salern superà el de Benevent. Durant aquest període es produí una nova divisió territorial. Càpua esdevingué independent creant el seu propi principat. Tècnicament Salern era vassall de l'Imperi Occidental però a la pràctica era un territori independent, arribant, inclòs, a acords amb els sarraïns. Guaifer fou deposat pel seu fill Gauimar I. Aquest trencà les aliances amb els sarraïns i s'apropà a l'emperador occidental Carles el Calb primer, i amb l'emperador romà d'Orient després (887), arribant a rebre, d'aquest, el títol de patrici.
El següent governant, Guaimar II, portà el principat de Salern a uns moments àlgids. Va prendre part al setge de Garigliano contra els musulmans el 915. El fill de Guaimar, Gisulf I, hagué de superar un intent d'invasió de Joan III de Nàpols i Landulf II de Benevent. Posteriorment sortí en defensa de Pandulf cap d'acer, que era príncep de Càpua i Benevent. En morir sense descendents decidí lliurar el principat a Landulf. Entre 978 i 983 Salern estigué governat per prínceps forans de les cases de Càpua i Amalfi. Aquest darrer any pujà al poder Joan, de la casa de Spoleto. Amb ell i els seus successors el principat visqué un darrer període d'esplendor. El seu fill Guaimar III hagué de fer front als atacs sarraïns, però ho feu amb l'ajuda de mercenaris normands. Sota el seu regnat va florir la Schola Medica Salernitana.
Guaimar IV uní el seu principat amb el de Càpua. Després, amb el suport de Conrad II, emperador romanogermànic estengué els seus dominis sobre les ciutats estat de Gaeta, Nàpols i Amalfi. El fill de Conrad, Enric III, en canvi, expulsà Guaimar de Càpua el 1047 per limitar el seu poder. A poc a poc Salern declinà. El 1077 el darrer príncep llombard Gisulf fou derrotat pel normand Robert Guiscard, duc de la Pulla. Salern deixà de ser la capital d'un pròsper principat independent per passar a ser la capital del ducat de la Pulla, Calàbria i Sicília.

## Prínceps de Salern
- 839–851 : Siconulf
- 851–853 : Sico II
- 853-853 : Pere
- 853–861 : Ademar
- 861–880 : Guaifer
- 880–900 : Guaimar I
- 900–946 : Guaimar II
- 946–978 : Gisulf I
- 978–981 : Pandulf I cap d'acer (príncep de Benevent (des de 961), Càpua (des de 961) i Spoleto (des de 967)
- 981-981 : Pandulf II
- 981–983 : Manso (duc d'Amalfi 966-1004)
- 981–983 : Joan I (co-príncep)
- 983–994 : Joan II
- 994–1027 : Guaimar III
- 1027–1052 : Guaimar IV (duc d'Amalfi 1039-1043), Gaeta (1040-1041) i Càpua (1038-1047)
- 1052–1077 : Gisulf II

## Prínceps de Salern (hereus al tron de Nàpols)
"Príncep de Salern" també fou el títol creat per Carles I de Nàpols pel seu fill i hereu Carles II de Nàpols.